# Boeing Dreamlifter
De Boeing Dreamlifter (voorheen Large Cargo Freighter of LCF) is een widebody vrachtvliegtuig gebaseerd op de Boeing 747-400 en is uitsluitend ontwikkeld voor het vervoeren van Boeing 787-onderdelen.

## Ontwikkeling

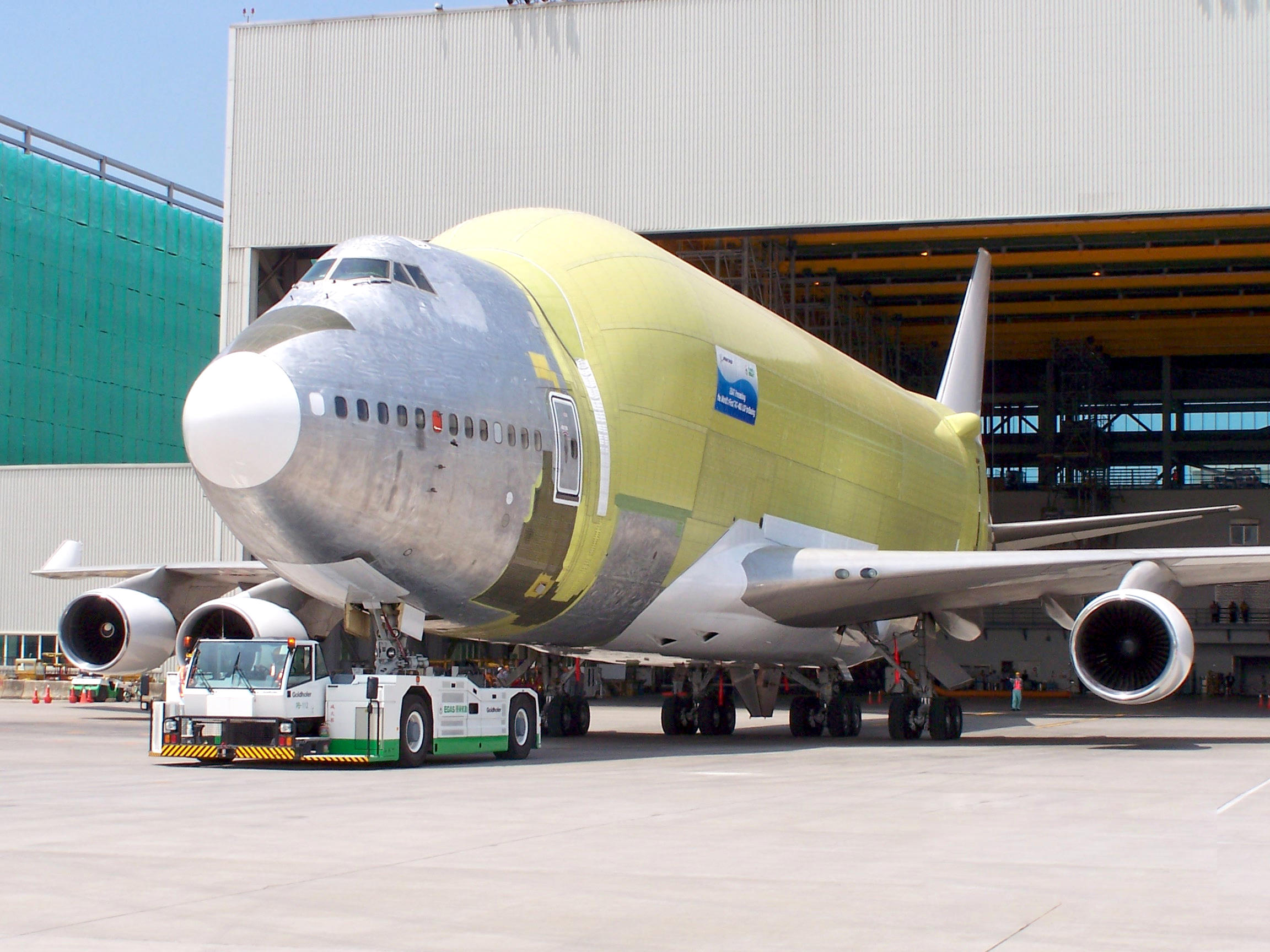
Boeing 747-400LCF

Boeing kondigde op 13 oktober 2003 aan dat vervoer via zowel land als water niet toereikend waren voor de productie van de nieuwe Boeing 787 (toen nog bekend als 7E7). In eerste instantie zouden vier gebruikte 747-400 vliegtuigen worden omgebouwd om onderdelen te vervoeren tussen Japan, Italië en de Verenigde Staten. Het centrale deel van de romp is vergroot om ruimte te creëren voor onder andere complete vleugels. Airbus heeft  vergelijkbare toestellen, de Beluga en de  BelugaXL. Met 1.840 kubieke meter beschikt de Dreamlifter over het een na grootste vliegtuigruim ter wereld. Tijdens de ontwikkeling werd duidelijk dat een vierde Dreamlifter nodig was om de 787-productie bij te benen.

## Operationele geschiedenis

### Vliegtests
Op 16 september 2006 arriveerde N747BC, de eerste Dreamlifter op Boeing Field in Seattle om het test-programma af te ronden. Het tweede toestel (N780BA) maakte op 16 februari 2007 haar eerste vlucht. De derde modificatie werd gestart in 2007 terwijl in datzelfde jaar de twee eerste toestellen in actieve dienst traden. In juni 2008 waren de drie eerste Dreamlifters volledig in gebruik. De vierde werd in februari 2010 aan de vloot toegevoegd.

### Gebruik
Dankzij de Dreamlifter werd het vervoer van de 787-vleugels vanuit Japan naar Seattle ingekort van 30 dagen naar 8 uur. Evergreen International Airlines kreeg oorspronkelijk het contract gegund van Boeing om de toestellen te gebruiken, met Boeing als enige klant. In augustus 2010 besloot Boeing het contract op te zeggen en met Atlas Air te gaan samenwerken voor de Dreamlifters.